# Ian Tapp
Ian Tapp (geb. vor 1978) ist ein britischer Tonmeister.

## Leben
Trapp begann seine Karriere 1978 bei der BBC zunächst als Tonassistent und arbeitete viele Jahre lang an britischen Fernsehserien und Fernsehfilmen. Mit dem Drama Verhängnisvolle Begegnung von Charles Finch hatte er sein Debüt beim Film. In der Folge arbeitete er sowohl an weiteren Fernsehproduktionen als auch an großen Filmprojekten. So war er unter anderem an Hollywood-Blockbustern wie Harry Potter und die Kammer des Schreckens und Der Herr der Ringe – Die Rückkehr des Königs beteiligt. 2009 erhielt er gemeinsam mit Richard Pryke und Resul Pookutty den Oscar in der Kategorie Bester Ton für Slumdog Millionär. Zudem gewann er für den Film den BAFTA Film Award in der Kategorie Bester Ton.

## Filmografie (Auswahl)
- 1998: Lang lebe Ned Devine! (Waking Ned)
- 1998: Shakespeare in Love
- 2002: Harry Potter und die Kammer des Schreckens (Harry Potter and the Chamber of Secrets)
- 2003: Der Herr der Ringe – Die Rückkehr des Königs (The Lord of the Rings: The Return of the King)
- 2005: Mord im Pfarrhaus (Keeping Mum)
- 2006: The Wind That Shakes the Barley
- 2007: 28 Weeks Later
- 2008: Slumdog Millionär (Slumdog Millionaire)
- 2009: Agora – Die Säulen des Himmels (Agora)
- 2010: 127 Hours
- 2011: Johnny English – Jetzt erst recht! (Johnny English Reborn)
- 2012: Dredd
- 2014: Jack Ryan: Shadow Recruit
- 2015: Ex Machina (Ex Machina (Film))
- 2015: Steve Jobs
- 2016: Phantastische Tierwesen und wo sie zu finden sind (Fantastic Beasts and Where to Find Them)

## Auszeichnungen (Auswahl)
- 2009: Oscar-Nominierung in der Kategorie Bester Ton für Slumdog Millionär
- 2009: BAFTA Film Award in der Kategorie Bester Ton für Slumdog Millionär
- 2017: BAFTA-Film-Award-Nominierung in der Kategorie Bester Ton für Phantastische Tierwesen und wo sie zu finden sind